# Тистед
Тистед (дан. Thisted) је град у Данској, у северозападном делу државе. Град је у оквиру покрајине Северне Данске, где са околним насељима чини једну од општина, Општину Тистед.

## Природни услови
Тистед се налази у северозападном делу Данске. Од главног града Копенхагена, град је удаљен 460 километара северозападно. Најближи значајнији град је Олборг, 90 километара источно од Тистеда.
Град Тистед се налази у северном делу данског полуострва Јиланд, близу обале Северног мора. Град се образовао на северној обали Лимског фјорда, унутрашњег залива Северног мора. Подручје око града је равничарско. Надморска висина града креће се од 0 до 30 метара.

## Историја
Подручје Тистеда било је насељено још у доба праисторије. Данашње насеље се први пут помиње око 1100. године. Насеље је добило градска права 1490. године.
И поред петогодишње окупације Данске (1940-45.) од стране Трећег рајха Тистед и његово становништво нису много страдали.

## Становништво
Тистед је 2010. године имао око 13 хиљада у градским границама и око 45 хиљада са околним насељима.

## Збирка слика
- Језгро Тистеда
- Главна градска црква
- Градски музеј